# Jules Thiry
Jules Thiry   (Wellin, 1898 - 1931) va ser un waterpolista belga que va competir durant la dècada de 1920.
El 1924 va prendre part en els Jocs Olímpics d'Anvers, on va disputar la competició de waterpolo, en què guanyà la medalla de plata.